# Најантик (Илиноис)
Најантик (енгл. Niantic) град је у америчкој савезној држави Илиноис.

## Демографија
По попису из 2010. године број становника је 707, што је 31 (-4,2%) становника мање него 2000. године.
| Група             | 2000.       | 2010.       |
| Белци             | 730 (98,9%) | 681 (96,3%) |
| Афроамериканци    | 0 (0,0%)    | 5 (0,7%)    |
| Азијати           | 0 (0,0%)    | 2 (0,3%)    |
| Хиспаноамериканци | 5 (0,7%)    | 14 (2,0%)   |
| Укупно            | 738         | 707         |